# Gesneria exserta
Gesneria exserta är en tvåhjärtbladig växtart som beskrevs av Olof Swartz. Gesneria exserta ingår i släktet Gesneria och familjen Gesneriaceae. Inga underarter finns listade i Catalogue of Life.